# Башня Сен-Жак
Башня Сен-Жак (фр. Tour Saint-Jacques) — отдельно стоящая башня в стиле поздней готики (или «пламенеющей») в одноимённом сквере Парижа, бывшая колокольня церкви Сен-Жак-ла-Бушери. Высота колокольни — 52 метра.

## История
Законченная в 1523 году, башня Сен-Жак — это всё, что осталось на этом месте от романской церкви Сен-Жак-ла-Бушери, чьё строительство финансировалось гильдией мясников («бушри» — лавка мясника). Церковь служила местом сбора паломников, следовавших по пути Святого Иакова к конечному пункту — гробнице апостола Иакова в Сантьяго-де-Компостела в Испании. Церковь перестраивалась в XVI веке, поменяв стиль с романского на готический, тогда же к ней была пристроена колокольня — нынешняя башня Сен-Жак.
В крипте церкви в 1418 году был похоронен знаменитый книготорговец и алхимик Николя Фламель. В 1648 году французский учёный Блез Паскаль проводил на башне Сен-Жак замеры атмосферного давления.
Церковь, объявленная народной собственностью, была продана революционным правительством и разобрана на доходный товар — камни — в 1797 году. Колокольня была сдана в аренду мастеру для отлива охотничьей дроби: расплавленный свинец, падая с 50-метровой высоты через специальную решётку, застывал маленькими шариками в подставленных бочках с водой («башенный» способ производства дроби).
Французы почтили память Блеза Паскаля, установив ему в башне статую. В нишах башни сохранились 19 статуй разных святых. С 1981 года на башне и в сквере установлена метеостанция.
В 2013 году, после окончания реставрационных работ, башня открыта для посетителей. Впуск желающих ограничен до 17 человек в час, частично из-за узкой лестницы (87 см).

## Описание
Статуя святого Иакова венчает колокольню на самом её верху, где по углам стоят скульптуры четырёх крылатых фигур тетраморфа — орла, тельца, льва и ангела — с V века символы четырёх евангелистов.
- Реставрационные работы (март 2006 — март 2009)
- Отреставрированный верх башни (апрель 2008)
- Венчающая башню статуя св. Иакова
- Святой Иаков  и три фигуры тетраморфа
- Общий вид (2011)
- С восточной стороны (2011)